# Russell Gardens
Russell Gardens és una població dels Estats Units a l'estat de Nova York. Segons el cens del 2000 tenia 1.074 habitants.

## Demografia
Segons el cens del 2000, Russell Gardens tenia 1.074 habitants, 400 habitatges, i 296 famílies. La densitat de població era de 2.303,7 habitants per km².
Dels 400 habitatges en un 39,3% hi vivien nens de menys de 18 anys, en un 68,5% hi vivien parelles casades, en un 4% dones solteres, i en un 26% no eren unitats familiars. En el 24,3% dels habitatges hi vivien persones soles l'11,5% de les quals corresponia a persones de 65 anys o més que vivien soles. El nombre mitjà de persones vivint en cada habitatge era de 2,66 i el nombre mitjà de persones que vivien en cada família era de 3,19.
Per edats la població es repartia de la següent manera: un 26,7% tenia menys de 18 anys, un 3,9% entre 18 i 24, un 25,1% entre 25 i 44, un 27,5% de 45 a 60 i un 16,8% 65 anys o més.
L'edat mediana era de 42 anys. Per cada 100 dones de 18 o més anys hi havia 91 homes.
La renda mediana per habitatge era de 108.427 $ i la renda mediana per família de 142.636 $. Els homes tenien una renda mediana de 100.000 $ mentre que les dones 56.250 $. La renda per capita de la població era de 58.680 $. Entorn del 2,4% de les famílies i el 3,7% de la població estaven per davall del llindar de pobresa.